# Walter Fries (General)
Walter Fries (* 22. April 1894 in Gusternhain; † 6. August 1982 in Weilburg) war ein deutscher General der Panzertruppe im Zweiten Weltkrieg.

## Leben

### Frühe Jahre und Erster Weltkrieg
Fries trat am 1. Oktober 1912 als Einjährig-Freiwilliger dem Füsilier-Regiment „von Gersdorff“ (Kurhessisches) Nr. 80 bei, wo er seine Grundausbildung erhielt. Am 30. September 1913 schied er zur Reserve entlassen aus der Preußischen Armee aus.
Im Zuge der Mobilmachung wurde Fries bei Ausbruch des Ersten Weltkriegs am 3. August 1914 reaktiviert und dem 2. Nassauischen Infanterie-Regiment Nr. 88 zugeteilt. Mit diesem kämpfte Fries 1914 in der Marneschlacht sowie ab 1915 als Kompanieführer in eben diesem Regiment an der Ostfront. Anschließend diente er bis Kriegsende in selbiger Position im Reserve-Infanterie-Regiment Nr. 253 sowie im Landwehr-Infanterie-Regiment Nr. 83. Ausgezeichnet mit beiden Klassen des Eisernen Kreuzes sowie dem Verwundetenabzeichen in Schwarz schied Fries nach dem Waffenstillstand von Compiègne am 3. Dezember 1918 als Leutnant der Reserve aus dem Militärdienst aus.

### Zwischenkriegsjahre
Am 19. Januar 1919 trat Fries als Polizeikommissaranwärter der Polizei in Kassel bei. Im September 1919 wechselte er ebendort zur Schutzpolizei über. Von Mai bis August 1922 absolvierte Fries in diesem Rahmen einen abgekürzten Lehrgang für künftige Polizeioffiziere. Am 6. März 1926 erfolgte seine Versetzung als Polizeihauptmann zur Schutzpolizei nach Köln, wo er bis Juli 1933 verblieb. Im Anschluss daran wurde Fries zum 1. August 1933 Adjutant der Landespolizeiabteilung in Frankfurt am Main. In dieser Position absolvierte er von Januar bis März 1934 einen Polizeimajor-Anwärter-Lehrgang. Nach dessen Beendigung diente er von April 1934 bis 15. März 1936 bei der Polizeiinspektion Südwest im Rang eines Polizeimajors.

### Wehrmacht und Zweiter Weltkrieg
Am 16. März 1936 trat Fries als Major zum Heer der Wehrmacht über, wo er zunächst im Stab der 34. Infanterie-Division Verwendung fand. Bereits am 1. April 1936 wechselte er in den Generalstab dieser Division. Am 6. Oktober 1936 übernahm er als Kommandeur die Führung des Infanterie-Regiments 15 (mot.), mit dem er sowohl am Überfall auf Polen wie auch am Westfeldzug beteiligt war. Am 15. November 1940 übernahm er als Kommandeur das Infanterie-Regiment 87 (mot), mit dem er ab Juni 1941 am Ostfeldzug im Bereich der Heeresgruppe Mitte teilnahm. Für die Kämpfe bei der Schlacht um Moskau erhielt Fries am 14. Dezember 1941 das Ritterkreuz des Eisernen Kreuzes. Am 8. Oktober wurde er außerdem mit dem Deutschen Kreuz in Gold ausgezeichnet und sein Regiment am 15. Oktober 1942 in Grenadier-Regiment 87 umbenannt. Infolgedessen wurde Fries vorübergehend in die Führerreserve des Oberkommandos des Heeres versetzt und agierte von Mitte Januar bis Ende Februar 1943 als Kommandeur des Lehrstabes III an der Infanterieschule Döberitz.
Am 1. März 1943 wurde Fries mit der Führung der 29. Infanterie-Division betraut, deren Kommandeur er am 1. Juni 1943 wurde. Am 23. Juni 1943 wurde diese Division in 29. Panzergrenadier-Division umbenannt und kämpfte anschließend unter seinem Kommando auf Sizilien und in Süditalien. Für sein Wirken wurde ihm am 29. Januar 1944 das Eichenlaub zum Ritterkreuz des Eisernen Kreuzes verliehen. Am 5. März 1944 gab Fries das Kommando der Division an Hans Boelsen ab und wechselte erneut in die Führerreserve des OKH. Nachdem er am 28. Juni und 29. Juli 1944 namentlich im Wehrmachtbericht genannt worden war, erhielt er am 11. August 1944 die Schwerter zum Ritterkreuz des Eisernen Kreuzes (87. Verleihung). Am 21. September 1944 wurde Fries mit der Führung des XXXXVI. Panzerkorps beauftragt, dessen Kommandierender General er am 1. Dezember 1944 unter gleichzeitiger Ernennung zum General der Panzertruppe wurde. Das Korps stand von September 1944 bis Januar 1945 in schweren Kämpfen im Großraum Warschau. Dort befahl Fries, entgegen seinen Befehlen, den Rückzug seiner erschöpften Truppen an das Nordufer der Weichsel. Daraufhin wurde er am 19. Januar 1945 von seinem Kommando enthoben, in die Führerreserve versetzt und am 24. März 1945 vor dem Reichskriegsgericht angeklagt.
Beförderungen
- 27. Februar 1914 Vizefeldwebel der Reserve
- 19. Januar 1915 Leutnant der Reserve
- 20. September 1919 Polizeileutnant
- 19. Januar 1920 Polizeioberleutnant
- 9. April 1925 Polizeihauptmann
- 20. April 1934 Polizeimajor
- 16. März 1936 Major
- 1. März 1938 Oberstleutnant
- 1. März 1942 Oberst
- 1. Juni 1943 Generalmajor
- 1. Januar 1944 Generalleutnant
- 1. Dezember 1944 General der Panzertruppe

Richter in diesem Prozess war der Generalstabsrichter Dr. Karl Schmauser. Mit dem Vorsitz waren General der Nachrichtentruppe Albert Praun und Generalleutnant Friedrich-Georg Eberhardt und als Beisitzer General der Artillerie Maximilian Fretter-Pico beauftragt. Als Verteidiger stand Fries der General der Panzertruppe Otto von Knobelsdorff zur Seite. Die Anklageschrift warf Fries vor, entgegen den lautenden Befehlen, seine Truppen am Westufer der Weichsel vor der Roten Armee zurückgenommen zu haben. Obwohl es sich dabei nur um ein Ausweichen handelte, wurde dies als Rückzug gewertet. Im Laufe des Verfahrens wurde Fries jedoch freigesprochen, da das Gericht zu der Überzeugung gelangte, dass seine Truppe völlig erschöpft, überfordert und praktisch ohne schwere Waffen, Verpflegung und Treibstoff, aufgerieben worden wäre. Trotz Freispruch kam Fries bis Kriegsende zu keinem Kommando mehr und geriet am 8. Mai 1945 in Kriegsgefangenschaft, aus der er am 30. Juni 1947 entlassen wurde.